# Сківський Іван
Сківський Іван (1777, Волинь — 1850) — чернець-василіянин. Вчився у Віленському університеті, навчав у василіянських школах в Умані, Барі, Любарі; у 1824 році архимадрит у Почаєві. У 1831 році вивезений до київської військової фортеці і засланий до Костроми; після повернення до Києва (1848) священник при латинській церкві святого Олександра.